# Anna Beata Chodorowska
Anna Beata Chodorowska (ur. 2 stycznia 1925 w Lublinie, zm. 22 sierpnia 1995 w Świnoujściu) − polska poetka, autorka opowiadań, artykułów i recenzji, działaczka kulturalno-oświatowa, popularyzatorka literatury. Członek Związku Literatów Polskich. Twórczyni i współzałożycielka Festiwalu Artystycznego Młodzieży Akademickiej (FAMA) w Świnoujściu. Założycielka i wieloletnia przewodnicząca Klubu Literackiego Na Wyspie w Świnoujściu.

## Rys biograficzny
Najmłodsze lata spędziła w Krakowie. Studiowała malarstwo i tkactwo w Szkole Sztuk Plastycznych w Sopocie, a następnie w Poznaniu. W roku 1959 przeniosła się do Świnoujścia, gdzie pełniła funkcję kierownika Powiatowego Domu Kultury. W latach późniejszych pracowała jako bibliotekarz, a także spełniała się zawodowo w wielu placówkach kulturalno-oświatowych. Z zaangażowaniem zajmowała się działalnością mającą na celu popularyzację literatury i sztuki. W dziedzinie poezji zadebiutowała w roku 1961 wierszem "Mgła" w Tygodniku Morskim. W roku 1963 otrzymała Odznakę Tysiąclecia Państwa Polskiego za działalność społeczno-kulturalną. W roku 1966 wzięła czynny udział w tworzeniu I Ogólnopolskiego Przeglądu Studenckich Teatrów Piosenki i Kabaretów w Świnoujściu, będącego fundamentem festiwalu - dzisiaj szeroko znanego pod nazwą Festiwalu Artystycznego Młodzieży Akademickiej FAMA. Dziełem jej życia był Klub Literacki NA WYSPIE, który założyła w roku 1967 i któremu przewodniczyła przez wiele lat. Klub wciąż istnieje.

## Twórczość
w 1961 roku zadebiutowała wierszem pt. „Mgła” w „Tygodniku Morskim”. Od tego czasu publikowała wiersze i opowiadania w radio, czasopismach kulturalnych i w prasie, a także w wielu almanachach szczecińskich i ogólnopolskich. Kilka jej wierszy znalazło się także w almanachu „Gaismas pilna pilseta” („Miasto pełne światła”), wydanym w 1979 w Rydze. Była również autorką artykułów i recenzji, które zamieszczano w prasie miejscowej. Spod jej pióra wyszło wiele tomików poezji i opowiadań. Ostatni tom poezji zatytułowany „Boso po ściernisku” złożony do druku w Wydawnictwie Glob, a później także w wydawnictwie Biblioteki Wojewódzkiej w Szczecinie do dziś nie doczekał się realizacji. Dwie najważniejsze pozycje prozatorskie to powieści: „Rzeka bez źródeł” i „Kinga”. Za pierwszą z nich autorka otrzymała nagrodę w Szczecińskim Konkursie Literackim. Opowiadanie pt. „Kinga”, zawierające wątki biograficzne, do dziś pozostała w rękopisie i czeka na wydanie. Anna Beata Chodorowska była laureatką wielu nagród i wyróżnień w dziedzinach: kultury, literatury i oświaty. Za działalność społeczno-kulturalną otrzymała w roku 1963 Odznakę Tysiąclecia Państwa Polskiego. Za swoją pracę została uhonorowana wpisem do Księgi Zasłużonych dla Miasta Świnoujście.

## Poezja
- 1973 „Słony wiatr ”– wydany przez Stowarzyszenie Kulturalne Ziemi Wolińskiej
- 1975 „Ikebana” – Wydawnictwo Morskie, Szczecin
- 1985 „Znaczone chabrem” – Wydawnictwo Glob, Szczecin, ISBN 83-7007-044-2
- 1986 „Kosz Kleopatry” – Wydawnictwo Morskie, Szczecin, ISBN 83-215-9196-5
- tom przygotowany do druku pt. „Boso po ściernisku”

## Proza
- 1985 „Rzeka bez źródeł”
- opowiadanie biograficzne w rękopisie pt. „Kinga”

## Nagrody literackie
- 1972 - II nagroda w konkursie literackim Stowarzyszenia Kulturalnego Ziemi Wolińskiej za wiersz pt. „Sieci”
- 1985 - nagroda w konkursie „Głosu Szczecińskiego” - „Twórcy nauki i kultury na czterdziestolecie polskiego Szczecina”

za powieść pt. „Rzeka bez źródeł”

## Zaszczyty i odznaczenia
- Odznaka 1000-lecia Państwa Polskiego za działalność społeczno-kulturalną w 1963
- Wpis do Księgi Zasłużonych dla Świnoujścia w 1985

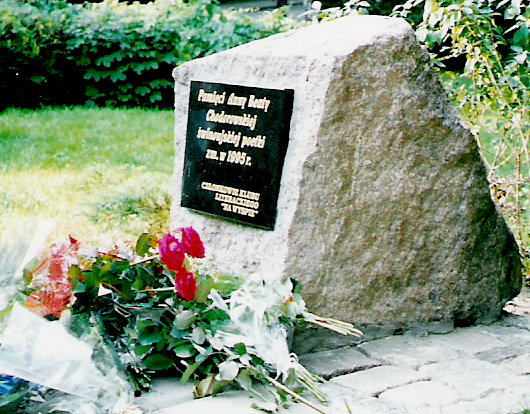
Kamień pamiątkowy

## Miejsca w Świnoujściu związane z Anną Beatą Chodorowską
- Kamień pamiątkowy poświęcony jej pamięci, który stanął u zbiegu ulic Chopina i Narutowicza staraniem członków Klubu Literackiego Na Wyspie
- Imię Anny Beaty Chodorowskiej nadano ulicy w Świnoujściu (do 2017 ul. Leona Kruczkowskiego)[1]

## Inne
Kompozytor Marian Sawa skomponował tryptyk morski do słów Anny Chodorowskiej na sopran i fortepian (pieśni „Godzina przed świtem”, „Przed snem” i „Na redzie”). W 2024 roku w wytwórni „DUX” została wydana płyta „Hear the Time” na której znalazł się ten tryptyk.